# Jordekorrar
Jordekorrar (Tamias) är ett släkte i ekorrfamiljen (Sciuridae) bland gnagarna. Av de 25 kända arterna lever de flesta i Nordamerika och bara en enda art (Tamias sibiricus) i Eurasien.

## Utseende
Beroende på arten är kroppens längd (huvud och bål) 8 till 18,5 cm, vikten 25 till 142 gram och svansens längd 6 till 14 cm. Pälsen har en gråbrun, rödbrun, gulbrun eller ockra grundfärg. På jordekorrarnas rygg finns fem svarta remsor med vitt eller gråbrunt mellanrum. Det är ofta svårt att bestämma arten efter djurets utseende. Kännetecknande är dessutom kindpåsar som används för att bära föda. Varje kindpåse kan fylld vara lika stor som huvudet.

## Utbredning och habitat
Släktet finns i hela Nordamerika från polcirkeln till centrala Mexiko. Arten sibirisk jordekorre lever i Eurasien från Nordeuropa till Korea, norra Kina och Japan.
Jordekorrar lever huvudsakligen i skogar. Arten Tamias striatus förekommer exempelvis i lövfällande skogar i östra Nordamerika, den sibiriska jordekorren är typisk för taigan och arten Tamias minimus lever i Kanadas barrskogar. Några arter lever i områden som saknar träd men har många buskar.

## Levnadssätt
Jordekorrar bygger större gångsystem med gömda ingångar. Tunneln där djuret sover är hos den sibiriska jordekorren mycket ren och andra tunnlar tjänstgör som avfallslager. Jordekorrar har förmåga att klättra i träd men stannar oftast på marken. De är aktiva på dagen. Individer i nordliga regioner samlar förråd och går i vinterdvala. Under milda vintrar vaknar de oftare och tillståndet liknar mer torpor. För några arter registrerades bon av växtdelar som placerades i träd.
Födan består av nötter, frön, frukter och insekter. I sällsynta fall äts svampar och fågelägg.
Jordekorrar lever ensamma och försvarar sin lya mot andra individer. Bara under parningstiden (våren till tidiga sommaren) träffar hanar på honor. Efter 28 till 36 dagars dräktighet föder honan tre till åtta ungar. Ungarna blir könsmogna under första levnadsåret. I naturen ligger medellivslängden vid tre år men i fångenskap kan de bli upp till tio år gamla. Sydliga populationer av sibirisk jordekorre och arter i södra Nordamerika kan ha två kullar per år.

## Människor och jordekorrar
I Nordamerika är några arter så beskedliga att de äter ur människans hand. Om jordekorrar som husdjur finns en kontroversiell diskussion. Största problemet är jordekorrarnas rörlighet.
Arten sibirisk jordekorre hölls ibland i pälsfarmer och andra arter i djurparker. Några jordekorrar som hölls som sällskapsdjur och som rymde från sina ägare bildade ett fast bestånd i delar av Frankrike, Nederländerna och Tyskland.
Kända jordekorrar i populärkulturen är Disneys Piff och Puff, samt figurerna i filmen Alvin och gänget.
På engelska kallas jordekorrar chipmunks på grund av sitt läte.

## Arter
Undersläkten och arter enligt IUCN:
- Undersläkte Tamias

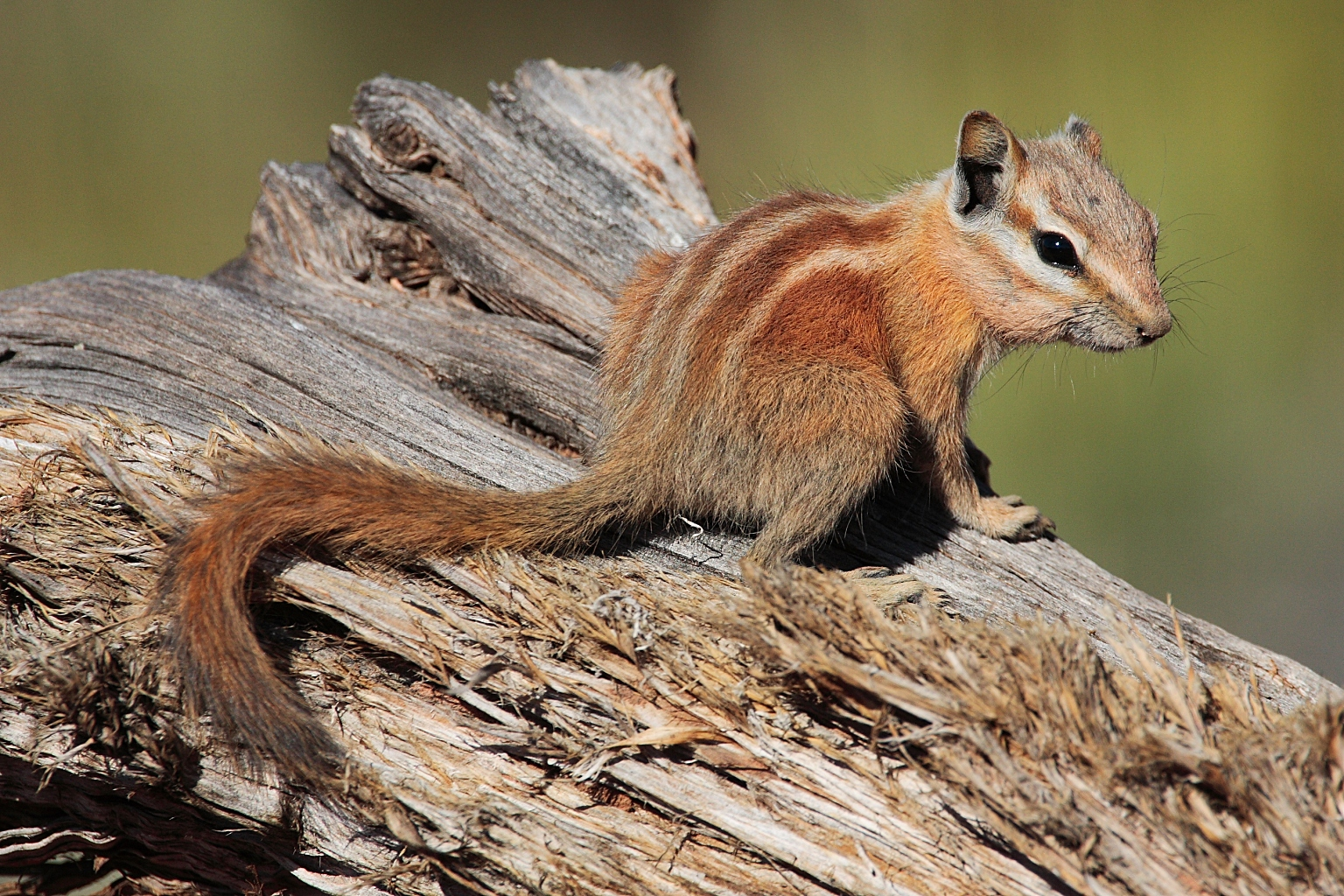
Tamias rufus

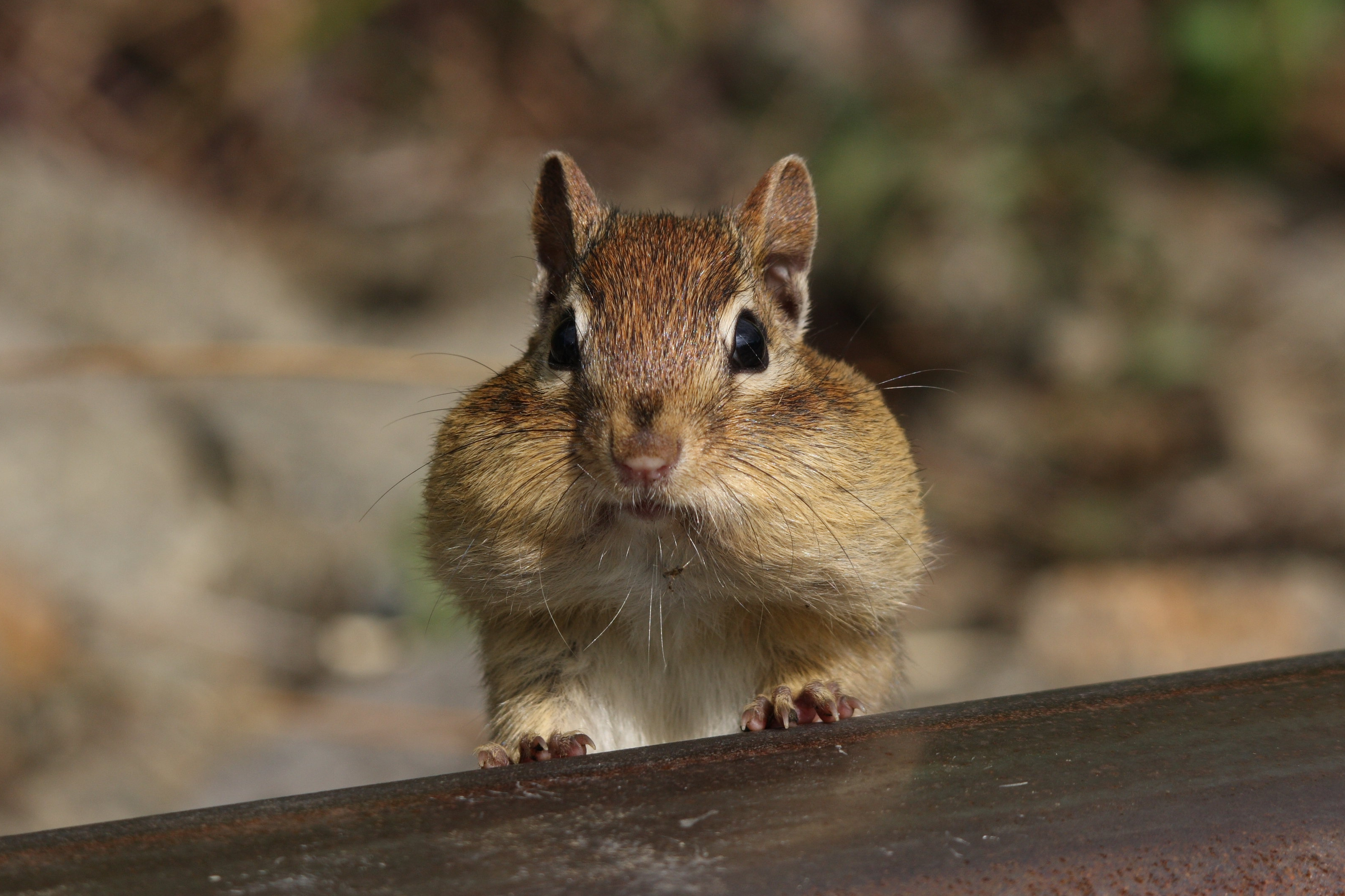
Östlig chipmunk med fyllda kindpåsar.

  - Östlig chipmunk (Tamias striatus), östra Nordamerika
- Undersläkte Eutamias, listas ibland som släkte
  - Sibirisk jordekorre (Tamias sibiricus), Nordeuropa, Sibirien, Mongoliet, norra Kina, Korea, Hokkaido
- Undersläkte Neotamias, listas ibland som släkte
  - Tamias merriami, södra Kalifornien
  - Tamias obscurus, södra Kalifornien, Baja California
  - Tamias alpinus, Sierra Nevada
  - Tamias palmeri, södra Nevada
  - Tamias bulleri, Mexiko
  - Tamias sonomae, nordvästra Kalifornien
  - Tamias townsendii, Washington, Oregon
  - Tamias siskiyou, sydvästra Oregon
  - Tamias senex, Oregon, norra Kalifornien
  - Tamias ochrogenys, kustlinje vid norra Kalifornien
  - Tamias quadrimaculatus, Sierra Nevada
  - Tamias canipes, New Mexico
  - Tamias durangae, Mexiko
  - Tamias cinereicollis, Arizona, New Mexico
  - Tamias amoenus, British Columbia, nordvästra USA
  - Tamias umbrinus, västra USA
  - Tamias ruficaudus, British Columbia, Washington, Montana
  - Tamias speciosus, Sierra Nevada
  - Dvärgjordekorre (Tamias minimus), västra och centrala Kanada, västra USA
  - Tamias panamintinus, sydöstra Kalifornien, västra Nevada
  - Tamias quadrivittatus, västra USA
  - Tamias rufus, Utah, Arizona
  - Tamias dorsalis, västra USA, nordvästra Mexiko